# Луций Сициний Белут
Луций Сициний Велут Белут (на латински: Lucius Sicinius Vellutus Bellutus) e политик на Римската република от края на 5 век пр.н.е. и един от първите народни трибуни. Произлиза от патрицианския и плебейския род Сицинии.

## Политическа кариера
През 494 пр.н.е. той води плебеите на протест на планината Mons Sacer на т.нар. „сецесии на плебеите“. Плебеите тогава напускат Рим и се настаняват на планината, за да получат повече политически права от патрициите. Той е в делегацията, която води преговорите.
През 493 пр.н.е. той е народен трибун. През 492 пр.н.е. е плебейски едил. През 491 пр.н.е. е за втори път народен трибун. Заедно с другите трибуни той желае смъртна присъда за противника на плебеите консула Гней Марций Кориолан, който от Сената е изгонен обаче за вечни времена от Рим.
През 487 пр.н.е. патрицианският му роднина Тит Сициний Сабин или Тит Сикций Сабин става консул.